# Kreischa
Kreischa je obec v německé spolkové zemi Sasko. Nachází se v zemském okrese Saské Švýcarsko-Východní Krušné hory jižně od Drážďan, se kterými přímo sousedí. Má přibližně 4 600 obyvatel.

## Historie
Poprvé je obec zmíněna v roce 1282 pod jménem Kryschowe. Předpokládá se, že toto jméno pochází ze staroslověnštiny a mohlo by znamenat například Ves chromých. V minulosti se v okolí Kreischy těžilo uhlí, o čemž svědčí někdejší šachty Cotta a Dippold-Schacht.

## Geografie
Obec na severu sousedí se zemským hlavním městem Drážďany. Nejvyšším vrcholem je Quohrener Kipse (452 m) na jihu území. Hlavní osu vsi Kreischa tvoří potok Quohrener Wasser, který na území obce ústí do Lockwitzbachu. Severním cípem prochází dálnice A17.

## Správní členění
Kreischa se dělí na 15 místních částí. Počet obyvatel je uveden k 9. květnu 2011.
- Babisnau – 65 obyvatel
- Bärenklause – 113 obyvatel
- Brösgen – 37 obyvatel
- Gombsen – 514 obyvatel
- Kautzsch – 267 obyvatel
- Kleba – 39 obyvatel
- Kleincarsdorf – 233 obyvatel
- Kreischa – 1 640 obyvatel
- Lungkwitz – 599 obyvatel
- Quohren – 346 obyvatel
- Saida – 86 obyvatel
- Sobrigau – 325 obyvatel
- Theisewitz – 17 obyvatel
- Wittgensdorf – 59 obyvatel
- Zscheckwitz – 0 obyvatel

## Starostovské volby 2022
Ve starostovských volbách 12. června 2022 byl starostou zvolen Frank Schöning (FBK), který získal 94,2 % hlasů.

## Pamětihodnosti
- panský dům dřívějšího rytířského statku sloužící jako radnice a knihovna
- evangelický kostel
- kašna Gänseliesel
- budova starého sanatoria
- zámek Lungkwitz
- hostinec „Zum Erbgericht“

## Osobnosti
- Rudolf Hugo Hofmann (1825–1917) – teolog a tajný církevní rada
- Marianne Kiefer (1928–2008) – herečka
- Curt Querner (1904–1976) – malíř
- Claus Weselsky (* 1959) – strojvedoucí a odborový funkcionář